# Enzo Noce
Enzo Leonardo Noce (La Plata, Provincia de Buenos Aires, Argentina; 7 de abril de 1969) es un exfutbolista y actual director técnico argentino. Jugaba como arquero y su primer equipo fue Gimnasia y Esgrima La Plata. Su último club antes de retirarse fue Unión de Santa Fe. Es hermano del también exfutbolista Germán Noce.
Es el arquero con más presencias en la historia de Gimnasia y Esgrima La Plata, con un total de 323 partidos atajados con la camiseta del Lobo.
Tras su retiro, tuvo su primera experiencia como entrenador en 2006 dirigiendo a La Plata FC. En el año 2012 se sumó al cuerpo técnico de Guillermo Barros Schelotto como entrenador de arqueros en Lanús, hasta que en 2015 renunció por diferencias con los hermanos Schelotto. Luego regresó a Gimnasia, el club que lo vio nacer como futbolista, para trabajar en las divisiones inferiores.
En enero de 2017, pocos días después de su salida del Lobo, asumió como entrenador de arqueros de Arsenal de Sarandí, cargo que ocupó hasta noviembre de ese año cuando decidió alejarse. Esa misma función cumplió en Pyramids FC de Egipto, cuando en 2019 fue convocado por Emiliano Díaz, ayudante de campo de su padre Ramón, para sumarse al cuerpo técnico que comanda el riojano.

## Clubes

### Como jugador
| Club                        | País      | Año       |
| --------------------------- | --------- | --------- |
| Gimnasia y Esgrima La Plata | Argentina | 1987-2003 |
| Banfield                    | Argentina | 2003-2004 |
| Gimnasia y Esgrima La Plata | Argentina | 2004-2005 |
| Unión de Santa Fe           | Argentina | 2005      |

### Como entrenador
| Club        | País      | Año  |
| ----------- | --------- | ---- |
| La Plata FC | Argentina | 2006 |

## Palmarés
| Título          | Club                    | País      | Año  |
| --------------- | ----------------------- | --------- | ---- |
| Copa Centenario | Gimnasia y Esgrima (LP) | Argentina | 1994 |